# پیزول
پیزول (به لاتین: Pizol) یک کوه و دریاچه در سوئیس است که در کانتون سنت گالن واقع شده‌است. پیزول ۲٬۸۴۴ متر بالاتر از سطح دریا واقع شده‌است.